# Berthold Heckscher
Berthold Heckscher (* 17. März 1917 in Saalfeld; † 21. Februar 1996 in Deggendorf) war ein deutscher Politiker (SPD).
Heckscher besuchte die Volks- und Berufsschule in Deggendorf und legte anschließend die Gehilfenprüfung im Friseurhandwerk ab. Von 1937 bis zum Ende des Zweiten Weltkriegs wurde er im Wehr- und Kriegsdienst an allen Fronten als Sanitäter eingesetzt. 1950 zog er erstmals in den Deggendorfer Stadtrat ein, 1956 wurde er dort zum dritten Bürgermeister ernannt. Am 14. Januar 1962 erfolgte seine Wahl zum Oberbürgermeister der Stadt Deggendorf, im selben Jahr zog er auch in den Bezirkstag von Niederbayern ein. Diesem gehörte er bis 1966 an. Daraufhin war er für weitere vier Jahre Landtagsabgeordneter. Das Amt des Oberbürgermeisters hatte er noch bis 1983 inne. In seiner Amtszeit, in der die Stadt in den Landkreis Deggendorf eingegliedert wurde, setzte er eine Reihe von Projekten zur Verbesserung der Infrastruktur um.

## Auszeichnungen
- 1966: Goldener Ehrenring der Stadt Deggendorf
- 1973: Medaille für besondere Verdienste der kommunalen Selbstverwaltung
- 1977: Bürgermedaille der Stadt Deggendorf
- 1979: Verdienstorden 1. Klasse der Bundesrepublik Deutschland
- 1986: Ehrenbürger der Stadt Deggendorf

Nach ihm wurde der Berthold-Heckscher-Preis und das Berthold-Heckscher-Stadion in Deggendorf benannt.